# Казино Роял (филм, 1967)
Вижте пояснителната страница за други значения на Казино Роял.
„Казино Роял“ е вторият от филмите, включени в „неформалната“ „бондиана“. Филмът е пародия на „бондиана“, понякога граничеща с абсурда. Сценарият на филма е адаптиран по едноименната книга на Иън Флеминг от 1953 г., но въпреки това, филмът има много герои и теми, заимствани от други книги на Флеминг.

## Сюжет
... Легендарният агент 007 Джеймс Бонд, който отдавна е пенсионер, е посетен от главата на британското разузнаване – „М“, и от резидентите на ЦРУ, КГБ и на Френското разузнаване. Те искат от Бонд да се върне към дейността си, за да унищожат агентурата на СМЕРШ, заради която по цял свят изчезват или умират агенти на МИ-6. Бонд категорично отказва. В отговор на отказа му „М“ нарежда да се унищожи имението на агент 007. След експлозията обаче Бонд не умира, а е убит „М“. Бонд е изпратен в Шотландия да прехвърли останките от „М“ на членовете на неговото семейство. По време на това пътуване започва преследване на Бонд от всемогъщата престъпна организация СМЕРШ. Въпреки това, Бонд успява щастливо да избегне всички капани, и се връща обратно в Лондон, за да заеме мястото на мъртвия „М“.
Ставайки шеф на британското разузнаване, Бонд започва борба със СМЕРШ. Първо, заповядва на всички агенти на МИ-6 да нарича себе си „Джеймс Бонд“ за прикритие, и второ, да включат дъщеря му Мата Бонд. Скоро те ще трябва да се сблъскат с Ле Шифр, ковчежника на СМЕРШ, и със зловещия д-р Ноа, който всъщност се оказва Джими Бонд, племенник на агент 007. В резултат от ядрена експлозия на атомното хапче на Джими казино „Роял“ е унищожено, всички злодеи са убити, а и самият агент 007 също е убит. Въпреки това, Джеймс Бонд и колегите му са в небето, а злодеят Джими Бонд отива направо в ада ... 

## В ролите
| Актьор          | Роля |
| --------------- | --- |
| Дейвид Нивън    | Джеймс Бонд, легендарния таен агент 007, който е подал оставка                                                              |
| Питър Селърс    | Евелин „Треперещия“, агент на МИ-6, майстор на игра на карти                                                                |
| Урсула Андрес   | Веспър Линд, бивша агентка на МИ-6, върнала се към службата заради проблеми с данъчните органи                              |
| Орсън Уелс      | Ле Шифр, криминален банкер на СМЕРШ                                                                                         |
| Уди Алън        | Джими Бон, племенник на Джеймс Бонд и „д-р Ной“, глава на СМЕРШ                                                             |
| Барбара Буше    | мис Мънипени, дъщеря на легендарната мис Мънипени, която е работила с Джеймс Бонд                                           |
| Дебора Кар      | Мими, агент на СМЕРШ, която представя за лейди Фиона Мак Тери, вдовица на „М“                                               |
| Жаклин Бисет    | Джована Гудфингс, агент на СМЕРШ, която се опитва да убие Евелин „Треперещия“ в Казино „Роял“                               |
| Джоана Петет    | Мата Бонд, дъщеря на Джеймс Бонд и Мата Хари                                                                                |
| Далия Лави      | „Задържане“, агент на МИ-6, която отравя „д-р Ной“ със собственото му атомно хапче                                          |
| Терънс Купър    | „Курник“, агент на МИ-6, обучен да устоява на чара на жените                                                                |
| Бърнард Грибинс | Карлтън Тауърс, официален представител на британското външно министерство, който вози Mата Бонд с такси от Лондон до Берлин |
| Рони Корбет     | Поло, агент на СМЕРШ, който е влюбен в Мата Хари, и след това и в Мата Бонд                                                 |
| Анна Куейл      | фрау Хофнер, учител на Мата Хари                                                                                            |
| Джон Хюстън     | лорд Мак Тери, „М“, шефът на МИ-6                                                                                           |
| Уилям Холдън    | Рансом, агент на ЦРУ |
| Шарл Боайе      | Ле Гранд, „Големия“, агент на френското разузнаване                                                                         |
| Джефри Байлдон  | Q, началник на технически отдел на МИ-6                                                                                     |

## Музика на филма
Саундтракът към филма е написан от композитора Бърт Бакара и текстописеца Дейвид Хъл. Бакара работи по саундтрака две години, в много натоварен график, като по същото време Бакара е композитор и на филма „After the Fox“ (След Лисицата).
Музиката за филма става доста популярна в САЩ. Саундтракът е номиниран за „Грами“ в категорията „Най-добра оригинална музика за филма“, а една от песните - „The Look of Love“ (изпълнена от Дъсти Спрингфийлд) - е номинирана за „Оскар“ през 1968 г. Песента е в Топ 10 на двете най-големи радиостанции в Калифорния — KGB (FM) и KHJ (AM). „The Look of Love“ придобива популярност в Европа. Известната френска певица Мирей Матийо я изпява на френски и немски. Тази песен също се харесва на Майк Майърс, и „The Look of Love“ звучи в първия филм за приключенията на легендарния шпионин Остин Пауърс.

## Интересни факти
- Филмът е заснет в Англия, Шотландия и Ирландия.
- Това е първият и единствен филм на „бондиана“, в създаването на който участват пет (!!!) режисьора едновременно.
- Бюджетът на филма-пародия превишава (!!!) бюджетът на двата филма от „официалната бондиана“ – „Човек живее само два пъти“ и "Операция „Мълния“.
- Първоначално филмът е предназначен да бъде като продължение на „официалната бондиана“, но продуцентът Фелдман не се съгласява за сумата, изисквана от Шон Конъри за участие в снимките, затова е взето решение за направата на пародия.
- Питър Селърс наистина иска да играе в „истинската бондиана“, а не в пародия. В резултат на това Селърс има конфликт с продуцента, както и много сцени от филма с негово участие са отрязани по време на окончателния монтаж на филма.
- „Д-р Ной“ и „Джована Гудфингс“ са пародия на най-известните герои на „бондиана“ – Доктор Но и Мери Гуднайт.
- Звездите Джордж Рафт и Жан-Пол Белмондо, са изброени в началните надписи на филма, но се появяват на екрана за няколко секунди в последната сцена.
- Очарователна Урсула Андрес, първата „девойка на Бонд“от „официалната бондиана“, се появява във филма „неофициалния бондиана“ в ролята на Веспър Линд.
- Дебора Кер, която е била на 46 години по време на снимките, е „най-старата“ от „девойка на Бонд“. Въпреки това, веднага след официалната премиера на „Спектър“, в края на 2015 г. този неофициална „класация“ на Кери ще бъде отнета от Моника Белучи, която се е превърнала в „девойка на Бонд“ на 50 (!) години.
- Това е единственият филм на „бондиана“, в който агент 007 умира.
- Актьорите Питър Селърс и Орсън Уелс се мразят помежду си толкова много, че снимките на сцената, в която и двамата се изправят един срещу друг на игралната маса, действително се осъществяват поотделно в различни дни и монтаж на кадрите. Причина за разрива помежду им всъщност е принцеса Маргарет, сестра на кралица Елизабет II, която при посещение на снимачната площадка обръща внимание само на Уелс.